# 에드윈 S. 포터

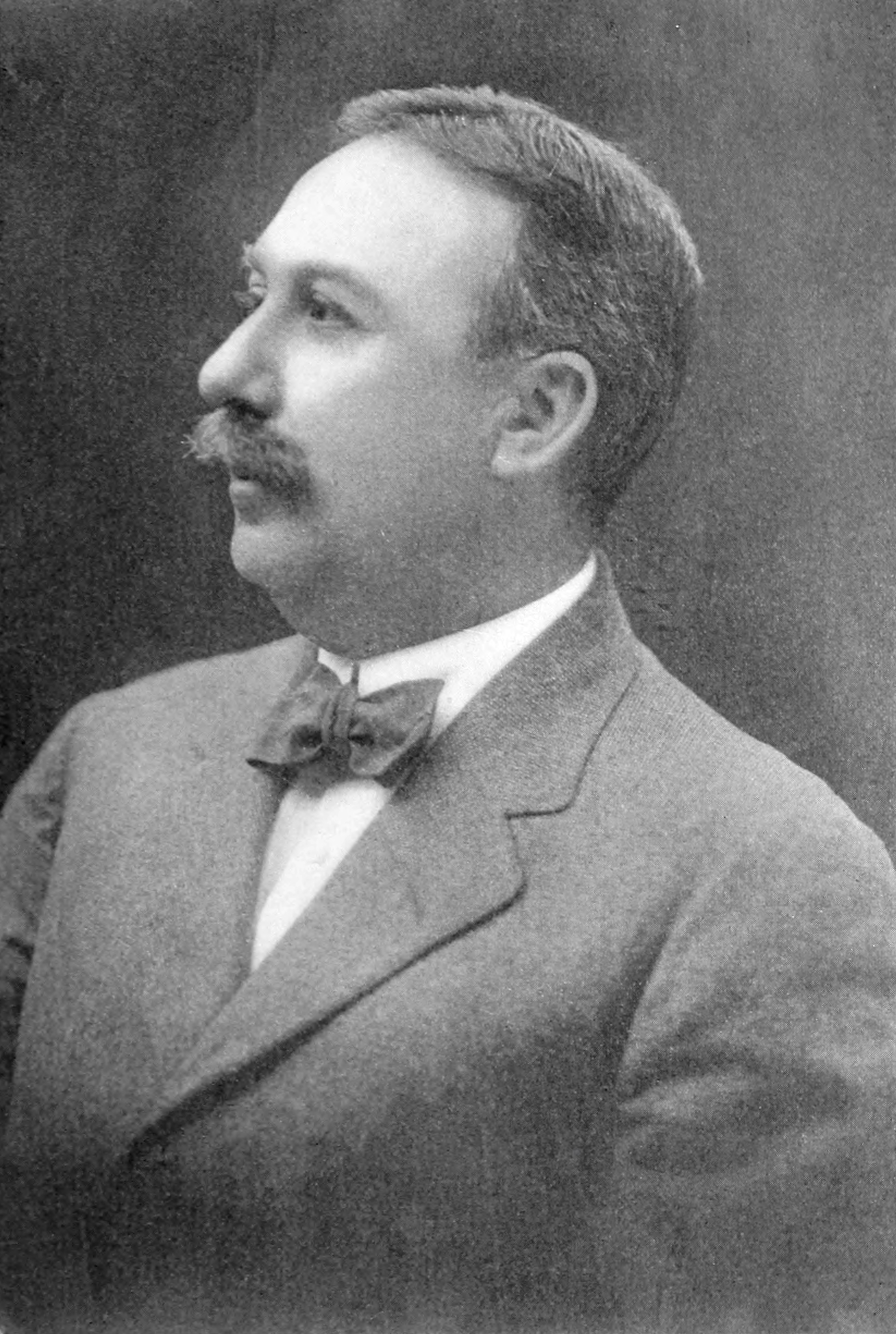

에드윈 포터(영어: Edwin Stanton Porter, 1870년 4월 21일 펜실베이니아주 콘넬스빌 ~ 1941년 4월 30일 뉴욕주 뉴욕 시)는 미국의 영화 감독이다. 에디슨 스튜디오와 페이모스 플레이어스 필름 컴퍼니에서 촬영기사로 일하며 영화 기술을 배웠다.
1903년에 〈어느 미국인 소방수의 생애〉, 〈대열차 강도〉를 통해 교차편집과 클로즈업 기법을 보여주었다.